# Europeiska inomhusmästerskapen i friidrott 1971
Europeiska inomhusmästerskapen i friidrott 1971 genomfördes 1971 i Sofia, Bulgarien. 

## Medaljörer, resultat

### Herrar
60 m
- 1 Valerij Borzov, Sovjetunionen – 6,6
- 2 Jobst Hirscht, Västtyskland – 6,7
- 3 Manfred Kokot, Östtyskland – 6,8

400 m
- 1 Andrzej Badenski, Polen  – 46,8
- 2 Boris Savtjuk, Sovjetunionen  – 47,4
- 3 Aleksandr Bratjikov, Sovjetunionen – 47,6

800 m
- 1 Jevgenij Arzjanov, Sovjetunionen – 1.48,7
- 2 Phil Lewis, Storbritannien  – 1.50,5
- 3 Andrzej Kupczyk, Polen – 1.50,5

1 500 m
- 1 Henryk Szordykowski, Polen – 3.41,4
- 2 Vladimir Pantelej, Sovjetunionen – 3.41,5
- 3 Gianni Del Buono, Italien – 3.42,1

3 000 m
- 1 Peter Stewart, Storbritannien  - 7.53,6
- 2 Wilfried Scholz, Östtyskland – 7.54,4
- 3 Jurij Aleksasjin, Sovjetunionen – 8.01,2

60 m häck
- 1 Eckart Berkes, Västtyskland – 7,8
- 2 Aleksandr Demus, Sovjetunionen – 7,9
- 3 Sergio Liani, Italien – 7,9

4 x 400 m
- 1 Polen – 3.11,1
- 2 Sovjetunionen – 3.11,9
- 3 Bulgarien – 3.15,6

4 x 800 m
- 1 Sovjetunionen – 7.17,8
- 2 Polen – 7.19,2
- 3 Västtyskland – 7.25,0

Höjdhopp
- 1 István Major, Ungern – 2,17
- 2 Jüri Tarmak, Sovjetunionen – 2,17
- 3 Endre Kelemen, Ungern – 2,17

Längdhopp
- 1 Hans Baumgartner, Västtyskland – 8,12
- 2 Igor Ter-Ovanesian, Sovjetunionen – 7,91
- 3 Vasile Sarucan, Rumänien – 7,88

Stavhopp
- 1 Wolfgang Nordwig, Östtyskland – 5,40
- 2 Kjell Isaksson, Sverige – 5,35
- 3 Jurij Isakov, Sovjetunionen – 5,30

Trestegshopp
- 1 Viktor Sanjejev, Sovjetunionen – 16,83
- 2 Carol Corbu, Rumänien – 16,83
- 3 Gennadij Savlevitj, Sovjetunionen – 16,24

Kulstötning
- 1 Hartmut Briesenick, Östtyskland – 20,19
- 2 Valerij Vojkin, Sovjetunionen – 19,54
- 3 Ricky Bruch, Sverige – 19,50

### Damer
60 m
- 1 Renate Stecher, Östtyskland – 7,3
- 2 Sylviane Telliez, Frankrike – 7,4
- 3 Annegret Irrgang, Västtyskland – 7,4

400 m
- 1 Vera Popkova, Sovjetunionen – 53,7
- 2 Inge Bödding, Västtyskland – 54,3
- 3 Maria Sykora, Österrike – 54,4

800 m
- 1 Hildegard Falck, Västtyskland – 2.06,1
- 2 Ileana Silai, Rumänien – 2.06,5
- 3 Rosemary Stirling, Storbritannien – 2.06,6

1 500 m
- 1 Margaret Beacham, Storbritannien – 4.17,2
- 2 Ljudmila Bragina, Sovjetunionen – 4.17,8
- 3 Tamara Pangelova, Sovjetunionen – 4.18,1

60 m häck
- 1 Karin Balzer, Östtyskland – 8,1
- 2 Annelie Erhardt, Östtyskland – 8,1
- 3 Teresa Sukniewicz, Polen – 8,3

4 x 200 m
- 1 Sovjetunionen  – 1.37,1
- 2 Västtyskland – 1.38,0
- 3 Bulgarien  – 1.39,7

4 x 400 m
- 1 Sovjetunionen  – 3.36,6
- 2 Västtyskland – 3.39,6
- 3 Bulgarien  – 3.47,8

Höjdhopp
- 1 Milada Karbanová, Tjeckoslovakien  – 1,80
- 2 Vera Gavrilova, Sovjetunionen  – 1,80
- 3 Cornelia Popescu, Rumänien – 1,78

Längdhopp
- 1 Heide Rosendahl, Västtyskland – 6,64
- 2 Irena Szewinska, Polen – 6,56
- 3 Viorica Viscopoleanu, Rumänien  – 6,53

Kulstötning
- 1 Nadezjda Tjisjova, Sovjetunionen  – 19,70
- 2 Margitta Gummel, Östtyskland – 19,50
- 3 Antonina Ivanova, Sovjetunionen  – 18,69

## Medaljfördelning
| Medaljfördelning |                 |      |        |       |        |
| Plats            | Land            | Guld | Silver | Brons | Totalt |
| 1                | Sovjetunionen   | 8    | 9      | 6     | 23     |
| 2                | Västtyskland    | 4    | 4      | 2     | 10     |
| 3                | Östtyskland     | 4    | 3      | 1     | 8      |
| 4                | Polen           | 3    | 2      | 2     | 7      |
| 5                | Storbritannien  | 2    | 1      | 1     | 4      |
| 6                | Ungern          | 1    | 0      | 1     | 2      |
| 7                | Tjeckoslovakien | 1    | 0      | 0     | 1      |
| 8                | Rumänien        | 0    | 2      | 3     | 5      |
| 9                | Sverige         | 0    | 1      | 1     | 2      |
| 10               | Frankrike       | 0    | 1      | 0     | 1      |
| 11               | Bulgarien       | 0    | 0      | 3     | 3      |
| 12               | Italien         | 0    | 0      | 2     | 2      |
| 13               | Österrike       | 0    | 0      | 1     | 1      |